# The Arockalypse
The Arockalypse er et album lavet af det finske band Lordi. Det indeholder blandt andet sangen "Hard Rock Hallelujah", der vandt Eurovision Song Contest 2006 for Finland.
Navn = The Arockalypse
Band = Lordi
Udgivet = 10. marts 2006
Genre = Hård rock
Længde = 44:57
Udgiver = Drakkar Records
Producer = Jyrki Tuovinen

## Numre
1. "Scg3 Special Report" (med Dee Snider som "the monstersquad's spokesman") – 3:46
2. "Bringin Back The Balls To Rock" – 3:31
3. "The Deadite Girls Gone Wild" – 3:45
4. "The Kids Who Wanna Play With The Dead" – 4:07
5. "It Snows In Hell" (med Bruce Kulick) – 3:37
6. "Who's Your Daddy" – 3:38
7. "Hard Rock Hallelujah" – 4:07
8. "They Only Come Out At Night" (med Udo Dirkschneider) – 3:49
9. "The Chainsaw Buffet" (med Jay Jay French) – 3:47
10. "Good To Be Bad" – 3:31
11. "The Night Of The Loving Dead" – 3:09
12. "Supermonstars (The Anthem Of The Phantoms)" – 4:04